# Pararete carteri
Pararete carteri är en svampdjursart som först beskrevs av Schulze 1886.  Pararete carteri ingår i släktet Pararete och familjen Euretidae. Inga underarter finns listade i Catalogue of Life.